# Surf als Jocs Olímpics
El surf als Jocs Olímpics d'Estiu va fer el seu debut en els Jocs de Tòquio 2020.

## Candidatura d'inclusió
Al setembre de 2015, el surf es va incloure en una llista, on també hi eren el beisbol, el softbol, el karate, el skateboarding i l'escalada esportiva, amb l'objectiu d'avaluar la seva candidatura per a ser inclosos en el programa olímpic en els Jocs d'Estiu de 2020. El juny de 2016, el comitè executiu del Comitè Olímpic Internacional (COI) va anunciar que donaria suport a la proposta. Finalment, el 3 d'agost de 2016, els cinc (considerant que beisbol i softbol eren proves d'un mateix esport) van ser aprovats per a la seva inclusió en el programa olímpic de 2020.
Històricament, un dels principals obstacles per a què el surf fos considerat esport olímpic, va ser la dificultat que tindria un estat sense litoral per tal d'acollir aquestes proves. Un altre motiu era que el COI volia evitar haver de fer front a les responsabilitats en cas d'ofegament d'un competidor, un risc sempre present entre els practicants del surf.

## Medallistes
| Any         | Competició masculina | Competició masculina | Competició masculina | Competició femenina | Competició femenina | Competició femenina |
| Any         | Or                   | Argent               | Bronze               | Or                  | Argent              | Bronze              |
| ----------- | -------------------- | -------------------- | -------------------- | ------------------- | ------------------- | ------------------- |
| 2020 Tòquio | Ítalo Ferreira       | Kanoa Igarashi       | Owen Wright          | Carissa Moore       | Bianca Buitendag    | Amuro Tsuzuki       |
| 2024 París  | Kauli Vaast          | Jack Robinson        | Gabriel Medina       | Caroline Marks      | Tatiana Weston-Webb | Johanne Defay       |

## Medaller
| Posició | País         | Or | Argent | Bronze | Total |
| 1       | Estats Units | 2  | 0      | 0      | 2     |
| 2       | Brasil       | 1  | 1      | 1      | 3     |
| 3       | França       | 1  | 0      | 1      | 2     |
| 4       | Austràlia    | 0  | 1      | 1      | 2     |
| =       | Japó         | 0  | 1      | 1      | 2     |
| 6       | Sud-àfrica   | 0  | 1      | 0      | 1     |
| Total   | Total        | 4  | 4      | 4      | 12    |